# Max Bill
Pour les articles homonymes, voir Bill.
 (mars 2022).
Max Bill, né le 22 décembre 1908 à Winterthour (Suisse) et mort le 9 décembre 1994 à Berlin, est un architecte, peintre, sculpteur, designer, créateur de caractères, graphiste, éditeur, théoricien de l’art et homme politique suisse, qui peut être considéré comme l'initiateur de l'Art Concret.

## Biographie
De 1924 à 1927, Max Bill étudie à la Kunstgewerbeschule (école des arts appliqués) de Zurich. Il y entreprend une formation d'orfèvre.
Après une conférence donnée par Le Corbusier, il s'inscrit au Bauhaus à Dessau. Il suit les cours de Josef Albers, d'Oskar Schlemmer, des peintres Paul Klee, Vassily Kandinsky, László Moholy-Nagy et de l'architecte Hannes Meyer qui avait succédé à Walter Gropius. Au sein de l'école du Bauhaus, il étudie au sein du constructivisme qu'il décide de se réapproprier en y incluant la géométrie et les principes des mathématiques. C'est à cette période que ces deux disciplines prennent une place importante dans son processus créatif. Il déclarera d'ailleurs : « Je pense qu’il est possible de développer un art en majeure partie basé sur une pensée mathématique ».
En 1929, il retourne à Zurich et exerce les professions d'architecte et de designer. Il crée l'affiche École d'artisanat d'art nègre qui attire l'attention.
En 1932, avec le peintre Jean Arp, il rencontre Piet Mondrian et Georges Vantongerloo dont l’influence l’amène à adhérer au mouvement Abstraction-Création.
En 1935, Max Bill réalise Ruban sans fin, une sculpture inspirée du ruban de Möbius.
En 1936, dans le catalogue de l'exposition Problèmes actuels de la peinture et de la sculpture suisses du Kunsthaus de Zurich, il formule les principes de l'art concret. Pour Max Bill, « concret est le contraire d'abstrait : l'art figuratif est abstrait de la réalité, tandis que l'art non-figuratif, qui est une pure création de l'esprit, devient concret par sa matérialisation, comme une chose existant dans la réalité. »
En 1937, Max Bill participe aux activités de l'association Allianz fondée à Zurich par le peintre Leo Leuppi (en). Le but de cette association est de regrouper tous les artistes suisses modernes et de les faire connaître par l'organisation d'expositions et l'édition de catalogues. Dans le même temps, il collabore à l’édition complète des œuvres de Le Corbusier entreprise par l'éditeur suisse Gisberger. Cette collaboration l'amène à se rendre fréquemment à Paris. Il y édite un album de gravures, Quinze variations sur un même thème, inspiré du manifeste de l'art concret de Theo van Doesburg publié à Paris en 1930.
En 1939, il participe à l'exposition Konstruktivisten organisée à la Kunsthalle de Bâle.
En 1944, Max Bill organise l'exposition Konkrete Kunst à Bâle où il présente une cinquantaine d’artistes rattachés au courant de l'Art concret. La même année, il est engagé comme professeur de l'étude des formes à l'École des arts appliqués de Zurich.
En 1947, il réalise sa première grande sculpture Continuité et Bildsäule (Colonne historiée) qui sera détruite par des vandales l’année suivante.
En 1948, à Bâle, il organise une exposition sur le design qu’il intitule Die gute Form. Elle est présentée dans plusieurs villes européennes.
En 1949, il publie La Pensée mathématique dans l'art de notre temps, ouvrage dans lequel il exprime sa volonté de créer un art rationnel et remplacer l'imagination « par la conception mathématique ». Il commence à peindre des tableaux de grand format au couteau et au pochoir pour obtenir des surfaces lisses et homogènes, ainsi qu'une facture impersonnelle.
En 1950, le Museo de Arte de São Paulo organise sa première rétrospective.
Il participe à la conception architecturale et pédagogique d'une école des beaux-arts destinée à prendre la suite du Bauhaus : Hochschule für Gestaltung (École supérieure de la forme), à Ulm (Allemagne).
En 1961, Max Bill fait partie du Conseil communal (législatif communal) de Zurich. En 1964, il est l'architecte en chef de la section Éduquer et créer de l'Exposition nationale de Lausanne et devient membre à titre honorifique de l'American Institut of architects. Durant la même année, il est appelé à Hambourg comme professeur pour l’environnement à la Staatliche Hochschule für Bildende Künste (École nationale des arts plastiques). Il y occupe la première chaire européenne concernant l'aménagement du territoire. 
De 1967 à 1971, il représente l'Alliance des Indépendants au Conseil national (législatif fédéral).
De 1967 à 1974, il est professeur de l'Institut supérieur d'État des beaux-arts de Hambourg.
En 1972, il est nommé membre de l'Académie des arts de Berlin.
En 1985, il est nommé président de l'Association des archives du Bauhaus de Berlin.
Dans les années 1980, il reçoit des commandes de sculpture pour une compagnie d'assurances à Zurich, le siège social d'un fabricant d'automobiles à Stuttgart et celui d'une banque allemande à Francfort-sur-le-Main.
Max Bill est l'auteur de la gravure d'une pièce de monnaie commémorative d’une valeur de 5 francs suisses en 1987.
Bill est décédé en route vers l'hôpital après s'être effondré à la suite d'une crise cardiaque à l'aéroport de Berlin Tegel . Il avait 85 ans et vivait à Zumikon, une banlieue de Zurich.

## Œuvres
- Ruban sans fin, 1935, sculpture

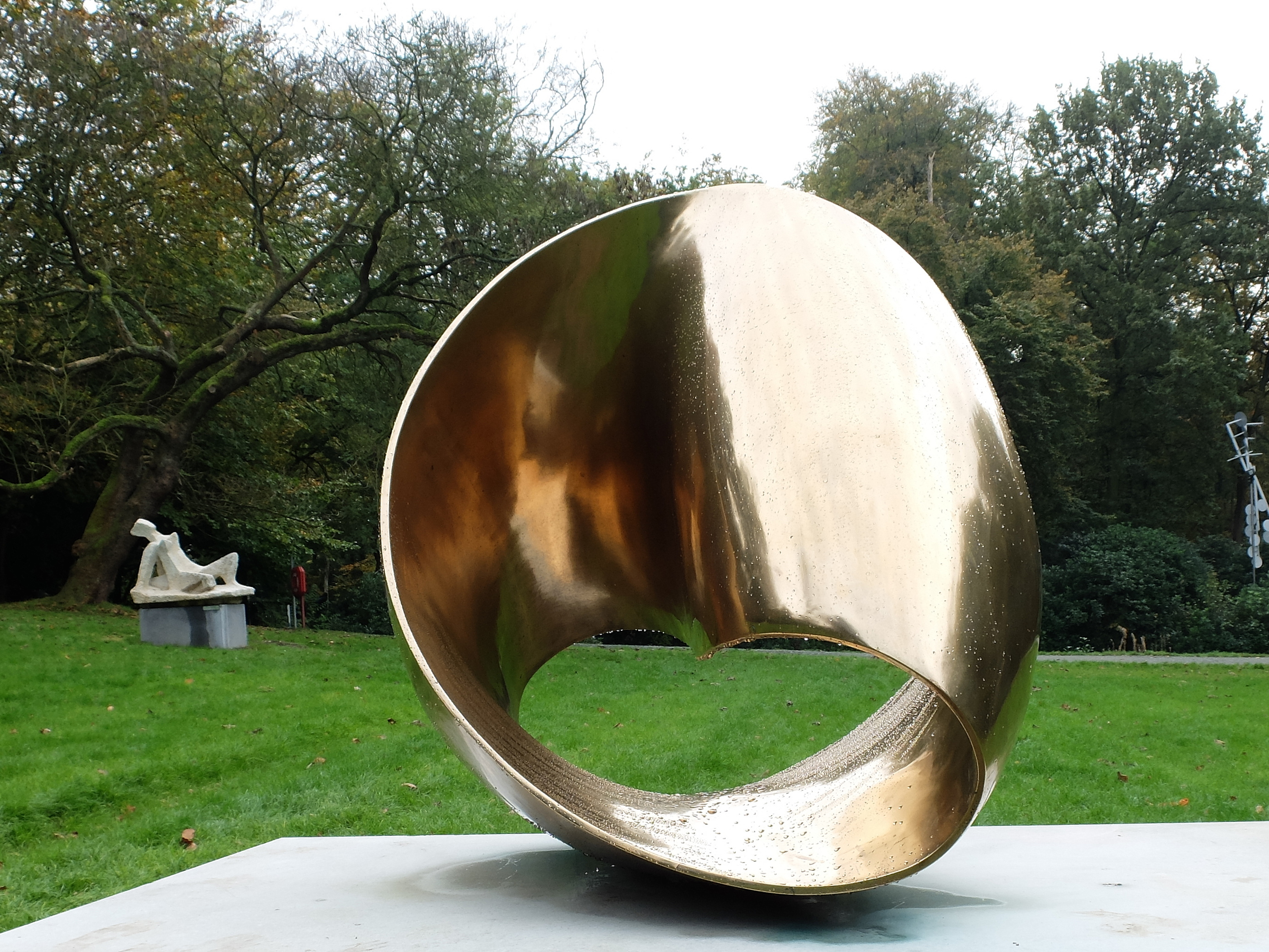
Enroulement sans fin (1956), Anvers.

- Quatre constructions sur le même thème, 1938, gravure, 102 × 122 cm, Kunsthaus, Zurich[5]
- Construction, 1939, cuivre, longueur 140 cm, Kunsthaus, Zurich[6]
- Construction avec 10 rectangles, 1943, huile sur toile
- Carré rouge, 1946, huile sur toile
- Continuité, 1947, sculpture
- Bildsäule (Colonne historiée), 1947, sculpture, œuvre détruite en 1948
- Chant avec un accent, 1948, huile sur toile, 120,5 × 120,5 cm, Musée de Grizzly[7]
- Rythme dans l'espace, 1948, sculpture
- Unité tripartite, 1948-49, sculpture, MAC/USP, São Paulo, Brésil
- Surface triangulaire dans l'espace, 1966, granit, 200 × 91 × 75 cm, Fondation Pierre Gianadda, parc de sculptures, Martigny, Suisse
- Demi-sphère autour de 3 axes, 1967, marbre blanc, hauteur 31 cm, ø 40 cm, Galerie Denise René, Paris[8]
- Striking forces of the sphere, 1967, granit noir, 32 × 80 × 32 cm, Galerie Denise René, Paris[9]
- Noyaux blancs stabilisateurs, 1964-1971, huile sur toile, 233 × 283 cm, Kunsthaus, Zurich[7]
- Double surface avec deux frontières, 1973, sculpture, laiton doré, 50 × 100 × 13 cm, Galerie Denise René, Paris[5]
- Raumplastik – Berlin dankt Frankreich, 1994, sculpture, Berliner Bezirk Mitte.

Édition
- Quinze variations sur un même thème, 1938, album de gravures, Paris, Mourlot

Publications
- La Pensée mathématique dans l'art de notre temps, 1949
- Forme fonction beauté, 1949
- Form, 1952

Bâtiments
- Le théâtre[10] de Vidy, 1964, Lausanne

## Distinctions
- Prix Kandinsky, 1949.
- Premier prix international de la Biennale d'art de Sao Paulo, Brésil, 1951
- Grand prix de la Triennale de Milan, 1951
- Prix des arts de la ville de Zurich, 1968
- Docteur honoris causa de l’université de Stuttgart, 1979
- Commandeur de l'ordre du Mérite de la République fédérale d'Allemagne (Großes Verdienstkreuz), 1985
- Chevalier de l'ordre des Arts et des Lettres français, 1985
- Docteur honoris causa de l’école polytechnique fédérale de Zurich, 1994